# Анненкова, Варвара Николаевна
Варвара Николаевна Анненкова (1795—1870) — российская писательница и поэтесса, сестра Государственного контролёра Российской империи Николая Николаевича Анненкова, двоюродная сестра Александры Михайловны Верещагиной.

## Биография
Варвара Николаевна Анненкова родилась в 1795 году, происходит из старинного дворянского рода Анненковых, дочь отставного полковника. Приходится дальней родственницей поэта М. Ю. Лермонтова.
В 1844 году в городе Москве появился первый сборник её стихотворений под заглавием: «Для избранных». Значительная часть этих стихотворений — послания к Михаилу Юрьевичу Лермонтову или подражания ему. Некоторые стихотворения не лишены поэтического одушевления и образности, как, например, «Пантеизм Гердера».
В 1856 году в столице Российской империи городе Санкт-Петербурге Варвара Анненкова напечатала «Стихотворения 1854, 1855 и 1856 гг.» с посвящением защитникам Севастополя во время Крымской войны.
В 1866 году вышли в свет сказка «Чудо-юдо» и драма в четырёх действиях «Шарлотта Кордэ», а также ряд стихотворений различной тематики.
Князь Н. Н. Голицын в своём «Библиографическом словаре русских писательниц» предполагает, что Анненковой принадлежат две статьи с подписью «В. А—ва»: «Педагогические заметки из Веймара» («Библ. для Чтения» 1859 г., № 5), вызвавшие возражения Шлейдена в «Журн. для воспит.» (1859, № 10), и «Новые опыты воспитания детей заграницею» («Библ. для Чтения» 1860 г., № 5). Семён Афанасьевич Венгеров в своём «Критико-биографическом словаре русских писателей и учёных» замечает, что предположение это основано на внешних признаках и что «очень содержательные статьи г-жи В. А—вой несомненно принадлежат молодой матери».
Варвара Николаевна Анненкова скончалась в 1870 году.